# 小佩列德里米希
50°3′10″N 24°5′42″E / 50.05278°N 24.09500°E
小佩列德里米希（烏克蘭語：Малі Передримихи），是烏克蘭西部的村莊，隸屬利維夫州的利維夫區。該村始建於1386年，面積0.52平方公里，2001年人口143，人口密度每平方公里274.47人。